# 青之炎
《青之炎》（日语：青の炎），由角川歴彦擔任監製，由蜷川幸雄執導的電影，2003年在日本首映，之後也在台灣上映過。原作是出自日本作家貴志祐介所寫。
電影由二宮和也、松浦亞彌及鈴木杏等演員演出。

## 劇情簡介
十七歲的高校生櫛森秀一（二宮和也飾）十分討厭已經離家的繼父曾根隆司。有一天，他的繼父突然搬回家中居住，並且再次對秀一的母親及妹妹（鈴木杏飾）使用暴力。為了拯救她們，秀一構思了一個完美的殺人計劃‧‧‧

## 主要角色簡介
- 櫛森秀一（二宮和也飾） － 故事主人公，十七歲高中生，喜愛公路單車。
- 曾根隆司（山本寛斎飾） － 秀一的繼父，嗜酒，對家人使用暴力。
- 櫛森遥香（鈴木杏飾） － 秀一的妹妹，曾根隆司的親女兒。
- 櫛森友子（秋吉久美子飾） － 秀一的母親。
- 福原紀子（松浦亞彌飾） － 秀一的同學，嗜好繪畫。
- 山本英司（中村梅雀飾） － 調查秀一的警員。

## 外部連結
- 互联网电影数据库（IMDb）上《青之炎》的资料（英文）
- 爛番茄上《青之炎》的資料（英文）
- 豆瓣电影上《青之炎》的資料 （简体中文）